# Cathédrale Saint-Macartan de Monaghan
Cette  cathédrale n’est pas la seule cathédrale Saint-Macartan.
La cathédrale St Macartan est la cathédrale du diocèse catholique romain de Clogher en Irlande. Elle est située dans le townland de Latlurcan dans la ville de Monaghan dans la paroisse de Monaghan et Rackwallace. Elle est construite entre  1861 et 1893 et est la seule cathédrale catholique du comté.

## Histoire
La cathèdre de l'évêque de Clogher est déplacée dans la ville de Monaghan au milieu du XIXe siècle. 
Le plan de la cathédrale est élaboré en 1858 par Mgr Charles MacNally et le site de construction est acquis par l’évêché en 1861. L'architecte James Joseph McCarthy (1817-1882) est chargé des travaux et conçoit la cathédrale dans un style architectural gothique du XIVe siècle. La construction débute en 1862, l'édifice est élevé en calcaire, extrait localement. L'architecte William Hague Jr. (1840-1899) de Cavan supervise à partir de 1882 la construction de la flèche de 81 mètres de haut ainsi que la loge de la porte. L'évêque James Donnelly, évêque de Clogher de 1864 à 1893, supervise la majeure partie de l'édifice,.
La cathédrale est consacrée le 21 août 1892 au service de Dieu et au patronage de Macartan, le saint patron du diocèse. 
Les rénovations de la cathédrale ont simplifié son apparence lui donnant aujourd'hui un aspect simple et épuré.

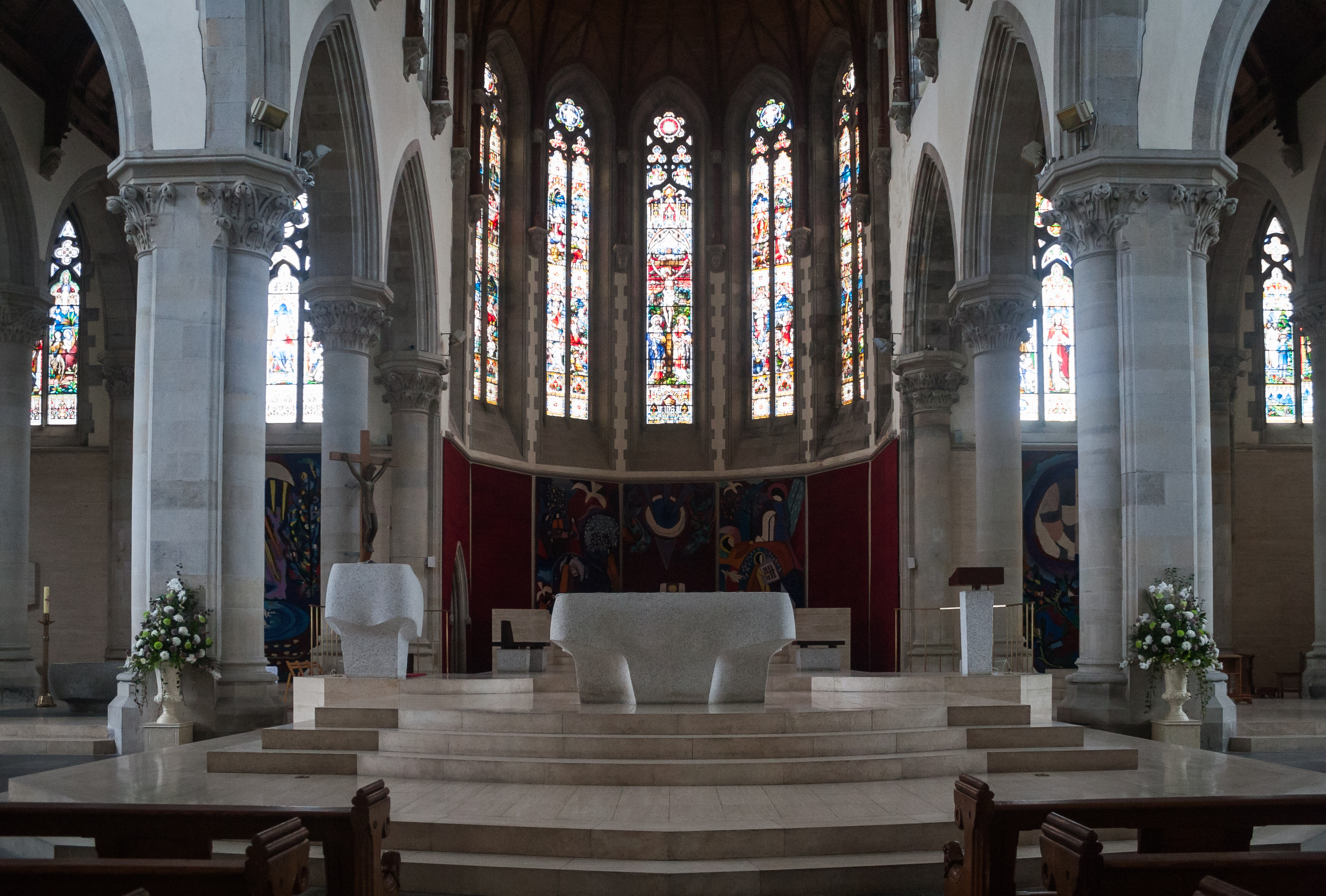
Le chœur et l'abside de la cathédrale.